# جارلين ليندسي
جارلين ليندسي (بالإنجليزية: Jaylin Lindsey)‏ (27 مارس 2000 بتشارلوت في الولايات المتحدة - ) هو لاعب كرة قدم أمريكي في مركز الدفاع.

## روابط خارجية
- جارلين ليندسي على موقع الدوري الأمريكي (الإنجليزية)
- جارلين ليندسي على موقع قاعدة بيانات كرة القدم.إي يو (الإنجليزية)
- جارلين ليندسي على موقع Soccerway.com (الإنجليزية)
- جارلين ليندسي على موقع عالم كرة القدم.نت (الإنجليزية)